# Marius Romme
Pour les articles homonymes, voir Romme.
Marius Anton Joannes Romme, né le 17 janvier 1934 à Amsterdam, est un psychiatre néerlandais.

## Biographie
Il est célèbre pour son travail sur l’entente de voix (hallucinations auditives) et reconnu pour être le fondateur et principal théoricien du mouvement des entendeurs de voix dès 1987. Il a également développé le « Experience Focused Counselling » avec le Dr Sandra Escher et Joachim Schnackenberg.
Marius Romme a étudié la médecine à l’université d'Amsterdam et a reçu son diplôme en 1967. De 1974 à 1999, il a été professeur de psychiatrie sociale à la faculté médicale de l’université de Maastricht tout comme consultant psychiatre au centre communautaire de santé mentale à Maastricht. Il est aujourd’hui invité comme professeur au centre de la santé mentale de l’Université de Birmingham en Grande-Bretagne.

## Articles
- Psychiatrie sociale, par François Ferrero et Patrice Guex. Revue médicale suisse, septembre 2009.